# نورد ال‌بی
نورد ال‌بی (انگلیسی: Norddeutsche Landesbank) شرکت خدمات مالی و بانکداری آلمانی است، که در سال ۱۹۷۰ تأسیس شد.